# Polizeiruf 110: Bis Mitternacht
Polizeiruf 110: Bis Mitternacht ist ein Fernsehfilm aus der Krimireihe Polizeiruf 110. Der von Jens Christian Susa für den Bayerischen Rundfunk produzierte Beitrag wurde am 2. Juli 2021 beim Filmfest München uraufgeführt und am 5. September 2021 im Ersten erstgesendet. Es ist die 393. Episode des Polizeiruf 110 und der vierte Fall der Ermittlerin Elisabeth Eyckhoff.

## Handlung
In ihrem ersten Fall als Oberkommissarin bei der Mordkommission ermittelt Elisabeth „Bessie“ Eyckhoff gegen die Zeit: Innerhalb von 24 Stunden muss sie den mutmaßlichen Serientäter Jonas Borutta zu einem Geständnis bringen. Denn auf Grund der Überkorrektheit der Festnahmebeamten kann dieser den Verhörraum schon um Mitternacht wieder verlassen, wenn ihm nichts nachgewiesen wird. Der offensichtlich geistesgestörte Student steht im Verdacht, eine Studentin mit dem Messer attackiert und lebensgefährlich verletzt zu haben. Die Beweislage ist zwar recht dünn, doch das Vorgehen des Täters birgt Ähnlichkeiten zu einem zwei Jahre alten Fall, bei dem eine Joggerin ermordet und Jonas ebenfalls verdächtigt wurde.
Die Zeit drängt immer mehr. Es bleiben nur noch eineinhalb Stunden, bis Jonas das Polizeirevier verlassen kann. Das Verhör dreht sich im Kreis. Der sich für übermäßig intelligent haltende und unter verschiedenen psychischen Störungen leidende Jonas spielt mit der Oberkommissarin, die jedoch glaubt, ihn knacken zu können. Als die Staatsanwältin eintrifft, trifft Bessies Vorgesetzter eine folgenschwere Entscheidung: Er beordert Bessies Vorgänger Josef Murnauer zum Verhör dazu, der sich bereits bei dem Fall vor zwei Jahren an Jonas die Zähne ausgebissen hatte.
In einer Vernehmungspause entdecken die Kollegen vom Kriminaldauerdienst einen vermeintlichen Blutfleck an Jonas’ Jacke und beschlagnahmen diese. Dabei wird ein neuer Kollege übergriffig. Jonas verliert dabei kurz die Fassung und versetzt ihm einen Kopfstoß. Danach spricht er mit niemandem weiter. Als Bessie davon erfährt und kurz davor verkündet bekam, dass Murnauer übernimmt, zieht sie sich wütend in ihr Büro zurück.
Murnauer übernimmt das Verhör und nutzt den Übergriff aus, um Jonas aus der Reserve zu locken. Der Kollege stellt einen Versetzungsantrag und entschuldigt sich förmlich bei Jonas. Danach beginnt ein erneutes Verhör, das jedoch ebenfalls nicht zielführend ist, da Jonas unentwegt von seinen Psychosen redet. Schließlich zieht Murnauer Bessie hinzu und die beiden entwickeln eine gemeinsame Strategie: Sie versuchen, Jonas mit der Tat zu konfrontieren und laden sein zweites Opfer ein, die sie ihm als Schreibkraft vorstellen. Doch Jonas erkennt den Trick und lässt sich nichts anmerken. Dafür bricht das Opfer weinend zusammen.
Als es nur noch wenige Minuten bis Mitternacht sind, versuchen Bessie und Murnauer verzweifelt, Jonas zu einem Geständnis zu bewegen, doch dieser will nicht einknicken. Auch der Blutfleck entpuppt sich als tote Spur, da die Übereinstimmung mit dem Opferblut zu gering für einen Haftbefehl ist. Sie appellieren schließlich an seinen Genesungswunsch sowie die Therapiesitzungen bei Spezialisten, die er im Gefängnis erhalten könne. Doch auch dies bewirkt nichts in ihm. Inzwischen ist die Zeit abgelaufen. Doch gerade,  als sie ihn freilassen wollen, konfrontiert Bessie Jonas damit, dass sich dann niemand mehr für ihn und seine Probleme interessieren wird. Er müsse folglich sein bisheriges Leben weiterführen. Diese Aussicht bricht Jonas’ Widerstand endlich und er gesteht in einem mehrstündigen Geständnis beide Taten. Daraus geht hervor, dass er diese aus unbefriedigtem Sexualtrieb heraus begangen hat.

## Hintergrund
Das Drehbuch verfasste der Journalist und Filmkritiker Tobias Kniebe basierend auf der Fallbeschreibung „Wollust“ aus dem Buch  Abgründe: Wenn aus Menschen Mörder werden des Autors und ehemaligen Polizeibeamten Josef Wilfling.
Der Film wurde vom 26. Januar 2021 bis zum 26. Februar 2021 in München und Umgebung gedreht. Regie führte Dominik Graf. Der Film wurde im Stil eines Kammerspiels und fast in Echtzeit inszeniert. Nur wenige Szenen spielen außerhalb des Polizeireviers. Die beiden Taten werden in kurzen Rückblenden gezeigt.
Für Elisabeth „Bessie“ Eyckhoff (gespielt von Verena Altenberger) ist es der insgesamt vierte Fall sowie der erste Fall im Rang einer Oberkommissarin, nachdem sie vor zwei Jahren die Nachfolge von Hanns von Meuffels angetreten hat. Mit Verena Altenberger in der Hauptrolle sind noch zwei weitere Folgen von Polizeiruf 110 für 2022 geplant.

## Rezeption

### Kritiken
„Der Polizeiruf "Bis Mitternacht" […] ist hochspannend und vorzüglich gespielt – und er nutzt dramaturgisch raffiniert, wie physikalisch gemessene und empfundene Zeit divergieren.“

„Der Fall ist gelöst, die Spannung steigt: Dieser klug auf den Kopf gestellten Verhörthriller zeigt in flirrender Betriebsamkeit die vielen Nebenhandlungen, durch die der Täter zum gerichtstauglichen Urteil gelenkt werden soll. Action-Konzentrat im Kammerspielformat.“

### Einschaltquoten
Die Erstausstrahlung von Polizeiruf 110: Bis Mitternacht am 5. September 2021 wurde in Deutschland insgesamt von 5,46 Millionen Zuschauern gesehen und erreichte einen Marktanteil von 13,6 Prozent für Das Erste.

### Auszeichnungen
- Nominiert & Prämie für den Bernd Burgemeister Fernsehpreis 2021[3]
- Fernsehfilmfestival Baden-Baden – Fernsehfilmpreis der Deutschen Akademie der Darstellenden Künste[11]
- Deutsches FernsehKrimi-Festival 2022 – Sonderpreis für herausragende Gesamtleistung[12]
- Deutsches FernsehKrimi-Festival 2022 – Publikumspreis des Wiesbadener Kuriers[12]